# Helicoverpa pacifica
Helicoverpa pacifica là một loài bướm đêm trong họ Noctuidae.